# Half Measures
"Half Measures" es el duodécimo y penúltimo episodio de la tercera temporada de la serie dramática de televisión estadounidense Breaking Bad, y el episodio 32 en general de la serie. Se emitió originalmente en AMC en los Estados Unidos el 6 de junio de 2010.

## Trama
Skyler empuja a un Walt aún no convencido de aceptar su plan de lavar el dinero de las drogas a través del lavado de autos. Mientras tanto, Jesse comienza a conspirar contra los narcotraficantes que mataron a su amigo Combo. Le compra metanfetamina azul a la pandilla responsable, lo que confirma que los asesinos de Combo trabajan para Gus Fring. Jesse le dice a Walt sobre su plan y le pide que haga ricina para vengarse. Aunque Walt parece preocupado por el uso de niños por parte de la pandilla, descarta el plan. Jesse responde que los matará con o sin ayuda.
Convencido de que es probable que Jesse haga algo precipitado, Walt visita a Saul Goodman y le plantea armar un plan para encarcelar a Jesse, aunque sea brevemente, para calmarse. Mientras tanto, Marie saca a Hank del hospital, después de apostar que puede despertarlo durante un baño de esponja, algo que finalmente hace, para decepción de su esposo.
Mike, por pedido de Saul, hace una visita no anunciada a Walt en su casa y le revela que también trabaja para Gus, quien "lo tomaría como un problema" si Jesse fuera encarcelado. Luego, Mike le cuenta a Walt una historia de sus años como policía, en la que se lamenta por mostrar misericordia a un esposo alcohólico y continuamente abusivo que posteriormente mató a su esposa. Mike le dice a Walt que eligió una "medida a medias" en lugar de matar al marido, y advierte: "No más medias paliativas".
Tras convencer a la prostituta Wendy, Jesse planta ricina en las hamburguesas que les destina a los distribuidores de Gus, pero no puede encontrarlos en su ubicación habitual. Mike y Victor lo detienen y lo llevan a una reunión con Gus, Walt y los dos traficantes objetivo. Después de tensas negociaciones, Gus promete que sus traficantes dejarán de usar a los niños como peones, y Jesse, a regañadientes, promete "mantener la paz". En su camino de regreso, Walt intenta calmar al furioso Jesse, quien se niega a responder.
Esa noche Tomás es asesinado y Jesse y su novia y hermana Andrea acuden al lugar. Se da cuenta de que los dos traficantes callejeros lo han ejecutado, ya que ya no tiene valor para ellos. En el día, Walter intenta contactarlo pero no obtiene respuesta y durante la cena con su familia esa noche, Walt se entera de la noticia en la televisión y se va abruptamente.
Jesse observa a los traficantes desde lejos e inhala metanfetamina por primera vez desde la rehabilitación. Saca su arma y se acerca lentamente a los dos traficantes, quienes sacan sus propias armas y se preparan para una confrontación. Sorpresivamente, Walt aparece y embiste a ambos traficantes con su auto, matando a uno e hiriendo gravemente al otro. Walt sale de su auto, toma el arma del traficante herido y lo mata a tiros. Walt luego le dice a un Jesse completamente sorprendido una palabra: "Corre".

## Recepción
En 2010 Aaron Paul ganó el Premio Primetime Emmy al Mejor Actor de Reparto en una Serie Dramática por su actuación en este episodio.
En la revisión de IGN, el episodio se llama "divertido, creativo, bien dirigido, bien actuado y nos preparó para lo que será un final increíble", y recibió una calificación de 9.7.
En 2019, The Ringer clasificó a "Half Measures" como el decimoquinto mejor episodio de la serie.